# 大眼美体鳗
大眼美体鳗（学名：Ariosoma megalops）也称大眼錐體糯鰻，康吉鳗科美体鳗属的一种，分布于太平洋中西部海域。

## 鉴别特征
大眼美体鳗一种小型鳗鱼，全长（TL）通常小于200毫米；眼大，眼径为头长的20.1%-25.3%；背鳍起点通常位于胸鳍起点之后，有时正好位于其正上方；总脊椎骨116-121；侧线孔106—116；身体呈浅灰色，无斑纹。具有肌骨杆（Myorhabdoi）。